# 태서초등학교
태서초등학교는 대한민국 강원특별자치도 태백시에 있는 초등학교다.

## 학교 연혁
- 1981.03.02 시업식 및 입학식, 8학급(특수반 2학급 포함), 유치원 1학급
- 1981.05.07 황지서부국민학교 설립 인가
- 1982.03.01 황지 중앙 국민학교에서 분리, 태서국민학교로 변경 승인
- 1983.03.07 병설유치원 개원
- 1996.03.01 태서초등학교로 교명 변경
- 2010.02.28 유치원 폐원(태사랑유치원에 통합)
- 2020.01.03 제38회 졸업식(9명 졸업, 연인원 4,238명)
- 2020.03.01 7학급편성(특수학급 1학급 포함)
- 2020.03.01 제14대 이 영 교장선생님 부임